# Michel Gosselin
Pour les articles homonymes, voir Gosselin.
 (mai 2025).
Si vous disposez d'ouvrages ou d'articles de référence ou si vous connaissez des sites web de qualité traitant du thème abordé ici, merci de compléter l'article en donnant les références utiles à sa vérifiabilité et en les liant à la section « Notes et références ».
Michel Gosselin est un romancier et essayiste québécois, né à Acton Vale le 14 octobre 1946.
Il possède un doctorat en littérature de l'Université de Sherbrooke.  Il enseignait au Cégep de Sherbrooke. 
Il est l'un des fondateurs du Grand prix littéraire de la ville de Sherbrooke et du Centre d'études Anne-Hébert.

## Œuvres

### Roman
- 1986 : La Fin des jeux, Triptyque, Montréal.
- 1988 : Le Repos piégé, Triptyque, Montréal.
- 1991 : La Mémoire de sable, Triptyque, Montréal.

### Essai
- 1995 : Le Scénario télévisuel de fiction, Triptyque, Montréal.
- 1995 : Du courant littéraire à l'analyse littéraire, (en collaboration), Formatexte, Sherbrooke.
- 1999 : Analyse et compréhension littéraire, (en collaboration), Formatexte, Sherbrooke.
- 1999 : Théories et genres littéraires, (en collaboration), Formatexte, Sherbrooke.
- 2000 : Des genres littéraires à la dissertation littéraire, (en collaboration), anthologie, Formatexte, Sherbrooke.

### Récit
- 2010 : En route et pas de sentiment - Anne Hébert entre Paris et Montréal, Hurtubise, Montréal.

## Honneurs
- 1978 - 2e prix du Prix littéraires Radio-Canada, Zuste une autre
- 1986 - Prix Alfred-DesRochers, La Fin des jeux.